# Gymnochthebius crassipes
Gymnochthebius crassipes är en skalbaggsart som först beskrevs av Sharp 1882.  Gymnochthebius crassipes ingår i släktet Gymnochthebius och familjen vattenbrynsbaggar. Inga underarter finns listade i Catalogue of Life.